# Микротом
Микротом - это механический инструмент, используемый для разрезания биологических образцов на очень тонкие сегменты, называемых срезами, для микроскопического исследования на оптическом или электронном микроскопе.  Биологические образцы могут быть представлены различными способами. Но чаще всего эти образцы помещают в парафиновые блоки, и наиболее распространенным способом разрезания таких образцов является микротом. Самый первый вид микротомов позволял вручную разрезать свежий или фиксированный материал с помощью острой бритвы. Современные микротомы - это прецизионные инструменты, предназначенные для вырезания равномерно тонких срезов из различных материалов для проведения детального микроскопического исследования. Наиболее распространенным способом достижения этой цели является разделение тканей на блоки, залитые парафином , но для микротомии образец может быть подготовлен и другими способами. Основным инструментом, используемым при микротомии, является микротом, в который вставляется режущий инструмент. 
Для световой микроскопии, где увеличение может достигать 1800, толщина среза может варьироваться от 1 до 10 микрон (тонкие срезы). Для электронной микроскопии, где возможно увеличение до 1 миллиона, толщина среза обычно составляет порядка 10 нанометров (ультратонкие срезы).

## История
После изобретения микроскопа, совершившего революцию в исследованиях клеток, ученым для изучения образцов приходилось нарезать препараты тонкой бритвой, но таким образом было сложно получить много заготовок с равномерными и точными срезами.

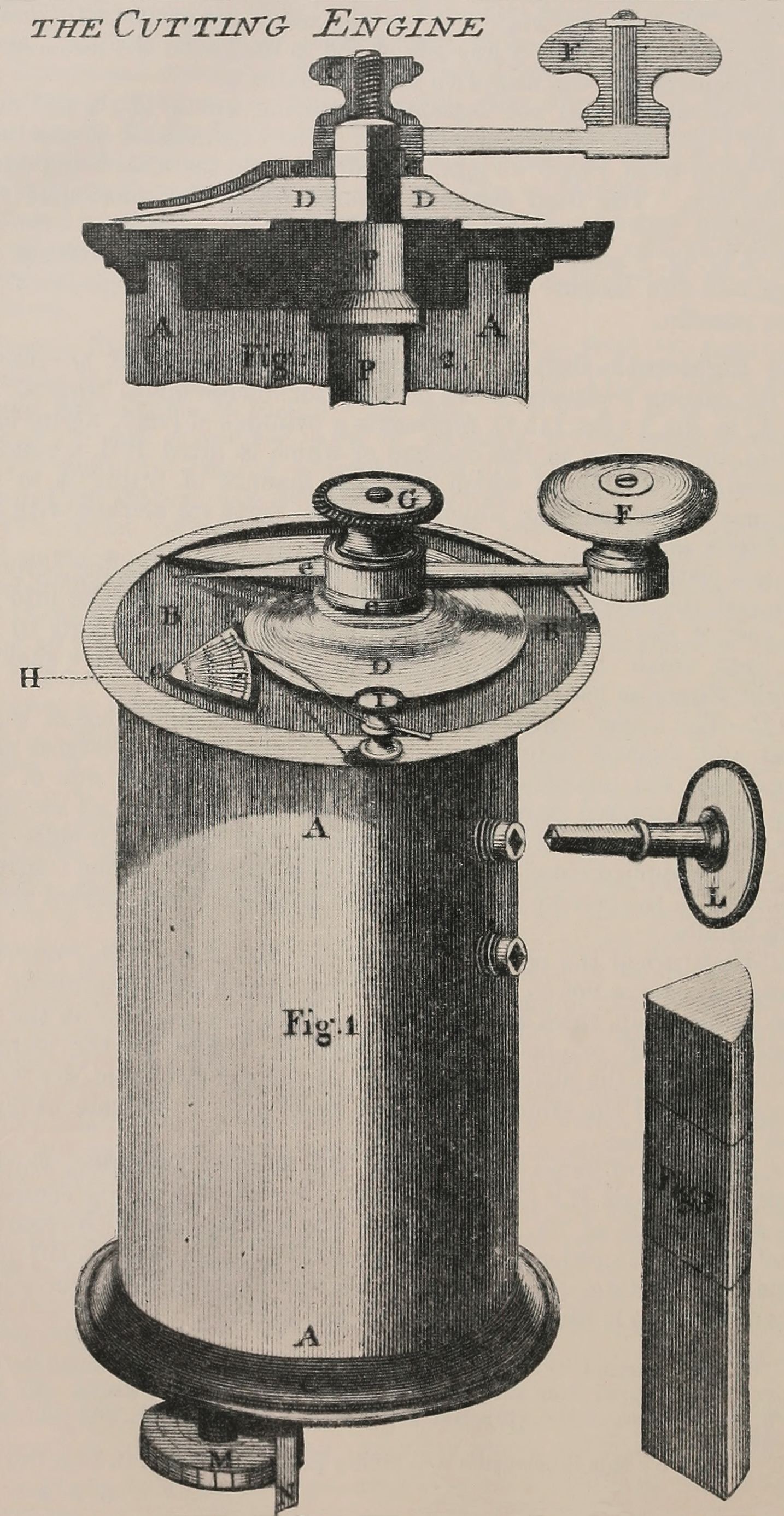
Схема микротома, нарисованная Каммингсом в 1770 году

Первый микротом был изобретен в 1770 году Джорджем Адамсом-младшим (1750-1795) и доработан шотландским часовщиком Александром Каммингсом (1733-1814). Устройство управлялось вручную, и образец помещался в цилиндр, а срезы создавались из верхней части образца с помощью рукоятки.
В 1835 году Эндрю Причард разработал настольную модель, которая позволяла изолировать вибрацию, прикрепляя устройство к столу, отделяя оператора от ножа.
Иногда авторство изобретения микротома приписывается анатому Вильгельму Хайсу-старшему (1865). В своей книге "Beschreibung eines Mikrotoms" (что в переводе с немецкого означает "Описание микротома") Вильгельм писал:
Это устройство позволило добиться такой точности в работе, с помощью которой я могу создавать срезы, которые невозможно создать вручную. А именно, оно позволило получать целые срезы объектов в ходе исследований.
Другие источники также приписывают это изобретение чешскому физиологу Яну Евангелисту Пуркине. Несколько источников описывают модель Пуркине как первую в практическом применении. Неясность в происхождении микротома связана с тем фактом, что первые микротомы были просто режущими устройствами, а этап разработки ранних устройств практически не документирован.
В конце 1800-х годов разработка очень тонких образцов методом микротомии, а также селективное окрашивание важных клеточных компонентов или молекул позволили визуализировать детали под микроскопом.
Сегодня большинство микротомов представляют собой блок-держатель со сменным ножом, держателем для образцов и механизмом выдвижения. В большинстве устройств резка образца начинается с перемещения образца по ножу, при этом механизм подачи автоматически перемещается вперед, позволяя выполнить следующий разрез выбранной толщины. Толщина среза регулируется с помощью механизма регулировки, что позволяет осуществлять точный контроль.

## Устройство микротома
Микротомы состоят из трех основных частей:
- Основание (корпус микротома)
- Держатель для ножа и сам нож
- Держатель для материала или ткани

В большинстве микротомов секция вырезается путем продвижения держателя образца к ножу, при этом нож жестко удерживается на месте. Режущее действие, которое может осуществляться как в вертикальной, так и в горизонтальной плоскости, связано с механизмом перемещения, так что держатель образца перемещается после каждого среза. Расстояние перемещения предварительно выбирается с помощью шкалы, установленной на корпусе микротома, и обычно составляет от 0,5 до 50 микрон на микротомах, выполняющих тонкие срезы и от 60 нм до 500 нм на устройствах для получения ультратонких срезов.

## Классификация микротомов
Существуют различные типы микротомов, в зависимости от технических спецификаций и от применения. Однако в предшествующей литературе не приводится никакой классификации микротомов, что затрудняет выбор подходящего микротома. Поэтому была предпринята попытка классифицировать  имеющиеся в продаже микротомы в соответствии с их принципом работы.
Микротомы бывают:
- Ручные
- Полуавтоматические
- Автоматические

Ручные микротомы разделяются на:
- Качающиеся
- Ротационные
- Санные
- Замораживающие
- Вибрационные
- Ультрамикротомы
- Криостаты-микротомы (криотомы)

Автоматические микротомы в свою очередь могут подразделяться на:
- Лазерные
- Компьютерные (электронные)
- Компьютерные ультрамикротомы

### Качающийся микротом
Качающийся микротом был изобретен сэром Горацием Дарвином (1851-1928), сыном Чарльза Дарвина. Микротом все еще применялся в двадцатом веке. Когда в 1885 году он был впервые разработан, компания Cambridge Scientific Instrument Company предоставила его музею науки в качестве образца новой технологии, где позже он стал частью постоянной коллекции.

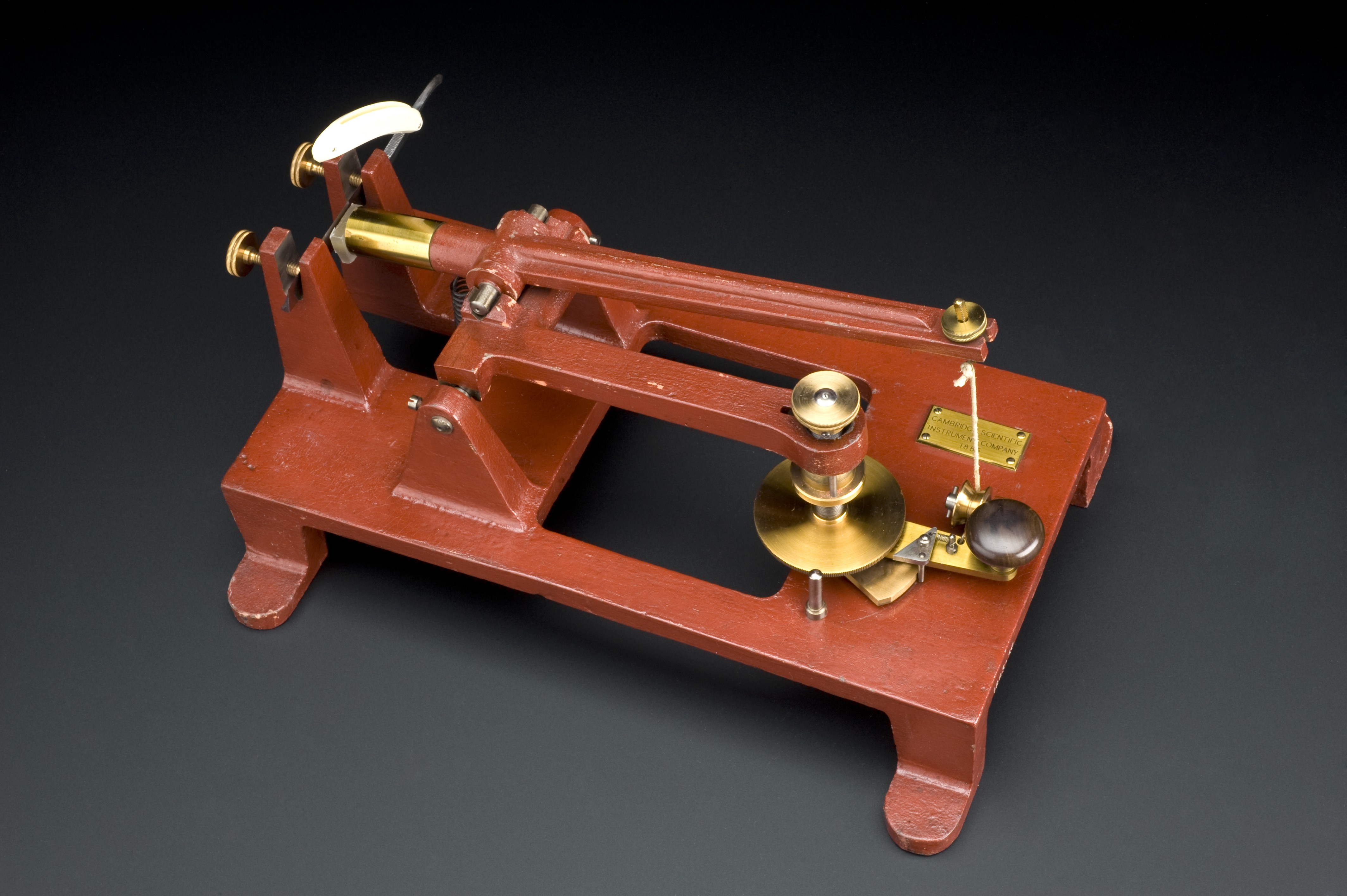
Качающийся микротом

Этот инструмент является одним из старейших по конструкции, относительно дешевым и предназначен исключительно для резки парафиновых блоков. Лезвие этого микротома закреплено, и образец, который необходимо нарезать для микроскопического исследования, перемещается вверх и вниз по лезвию по дуге окружности, совершая покачивающиеся движения. Микротом закреплен на столе таким образом, что срезы падают на рабочий стол, а затем помещаются на предметные стекла. Типичными образцами являются ткани человека и животных, а также растения, которые могут быть изучены гистологами в лабораториях или больницах. Однако недостатками являются его склонность смещаться во время резки из-за легкости рамы, а также трудности получения очень тонких срезов. Качающийся микротом в значительной степени был заменен более точным ротационным, хотя он вновь появляется в портативных криостатах.

### Ротационный микротом

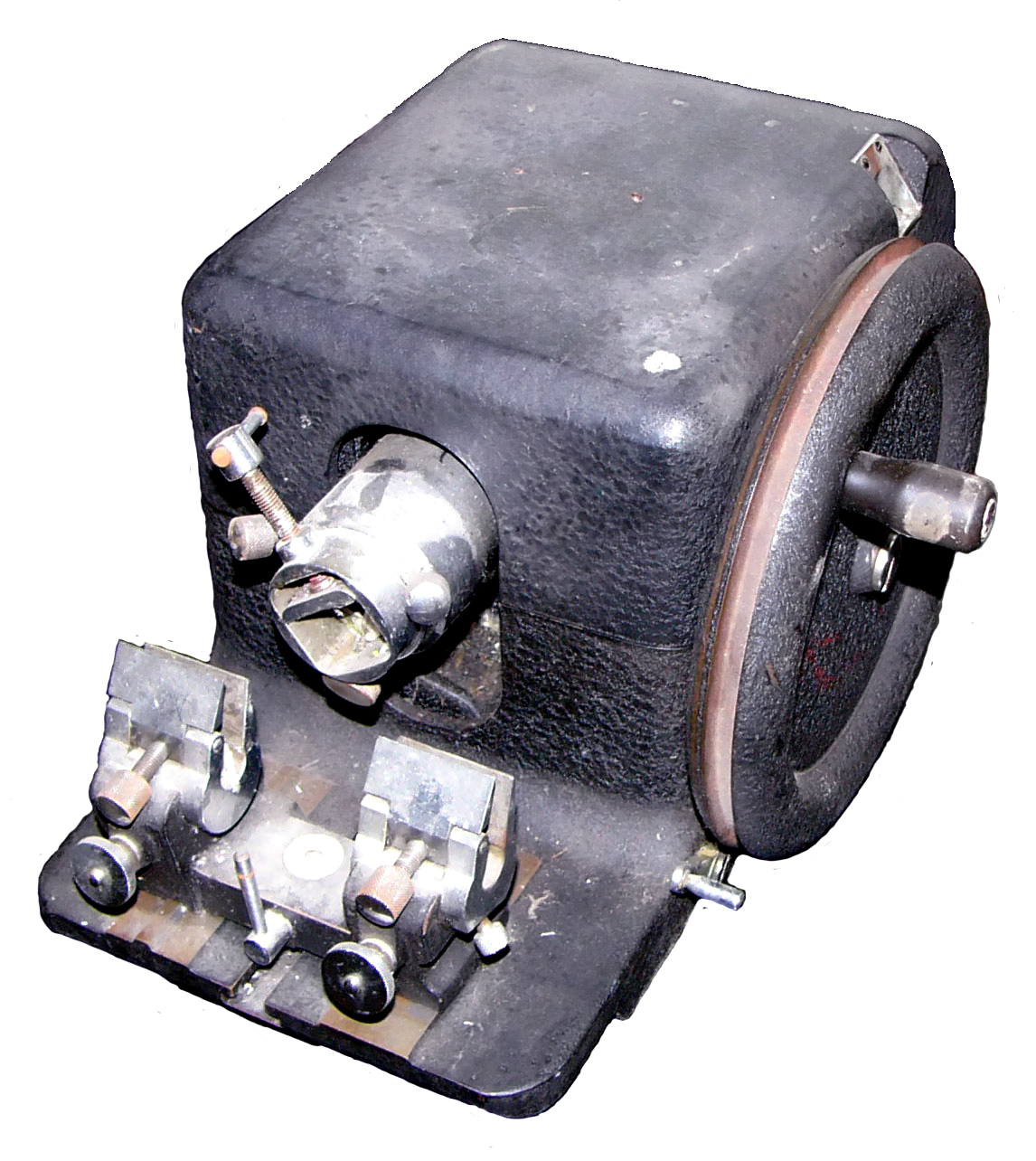
Ротационный микротом старой конструкции

Этот микротом получил свое название из-за вращательного действия ручного колеса, которое приводит в действие изготовление среза образца. Аппараты такого типа представляют собой микротомы общего назначения для резки полутонких и тончайших срезов для световой микроскопии. Принцип действия основан на вращении маховика, который приводит в действие перемещение блока образца к жестко закрепленному ножу. Блок перемещается вверх и вниз в вертикальной плоскости по отношению к ножу и, таким образом, осуществляется срез ровных участков материала. Преимущество его в том, что он тяжелее и, следовательно, более устойчив, чем качающийся, и идеально подходит для изготовления серии срезов. На этой машине можно резать большие куски ткани, а угол среза (наклон ножа) регулируется. Поскольку в этом типе микротома используется более тяжелый и крупный нож, вероятность вибрации при резке снижается. На большинстве станков толщина среза варьируется от 0,5 мкм до 60 мкм. Толщина срезов тканей, залитых в парафин, обычно составляет от 3 до 5 мкм, в то время как толщина срезов образцов из смолы составляет от 0,5 до 1 мкм.

### Санный микротом
В санном микротоме образец, закрепленный на столике, перед каждым движением ножа автоматически поднимается на заданную высоту (толщину среза), а нож движется по салазкам по горизонтали. Основу корпуса санного микротома составляет станина. Это металлическая пластина, закрепленная на неподвижном основании. На верхней горизонтальной поверхности станины продольно располагаются две рельсы, по которым движется нож, закрепленный в ножевых санках. Станина массивна или фиксируется к столу, она обеспечивает устойчивость прибора при работе. Толщина среза, то есть степень подъема держателя образца, определяется микровинтом. Микровинт движется в наклонной или вертикальной плоскостях и имеет вид металлического стержня. Он связан с градуированным приспособлением, каждое деление которого соответствует продвижению зубчатого колеса на один зубчик, и продвигает держатель образца вверх на определенную величину. Шкала делений позволяет задавать необходимую толщину среза (от 1 до 30 мкм). Ножевые санки имеют скользящие по станине поверхности и зажим для ножа. На боковой поверхности ножевые санки имеют рукоятку, которая позволяет продвигать их по станине. Зажимы для ножа могут иметь различную конструкцию, но всегда необходимы для фиксации положения ножа под определенным углом к образцу.
Санный микротом можно использовать для срезов образцов, залитых в парафин, хотя он был разработан для залитых целлоидином образов.

### Замораживающий микротом
На замораживающем микротоме режут объекты в замороженном состоянии. С помощью такого микротома можно быстро получить срезы, не подвергая объект воздействию спиртов или фиксаторов, что позволяет избежать вымывания из срезов различных химических веществ, в том числе растворимых углеводов и липидов, что крайне важно при гистохимических исследованиях. Однако метод неприменим к очень мелким объектам, а также очень рыхлым и чувствительным тканям. Кроме того, на замораживающем микротоме трудно получить тонкие срезы, а получение непрерывной серии срезов практически невозможно.
Существует два типа замораживающих микротомов: углекислотный и с замораживающим полупроводниковым столиком. В углекислотном микротоме охлаждение объекта осуществляется жидкой углекислотой. Его столик  соединяется шлангом с баллоном с CO2. Открывая вентиль, через камеру предметного столика пропускают углекислоту, где она испаряется, значительно охлаждая поверхность столика и замораживая объект. В некоторых случаях охлаждается углекислотой не только столик, но и нож.
В полупроводниковом замораживающем столике для замораживания тканевых блоков используется термоэлектрический эффект, или эффект Пельтье, заключающийся в том, что при пропускании постоянного тока через полупроводниковый элемент на одном его слое происходит поглощение тепла, а на другом — его выделение  и соответственно повышение и понижение температуры. Нагревающаяся часть столика охлаждается проточной водой.

### Вибрационный микротом

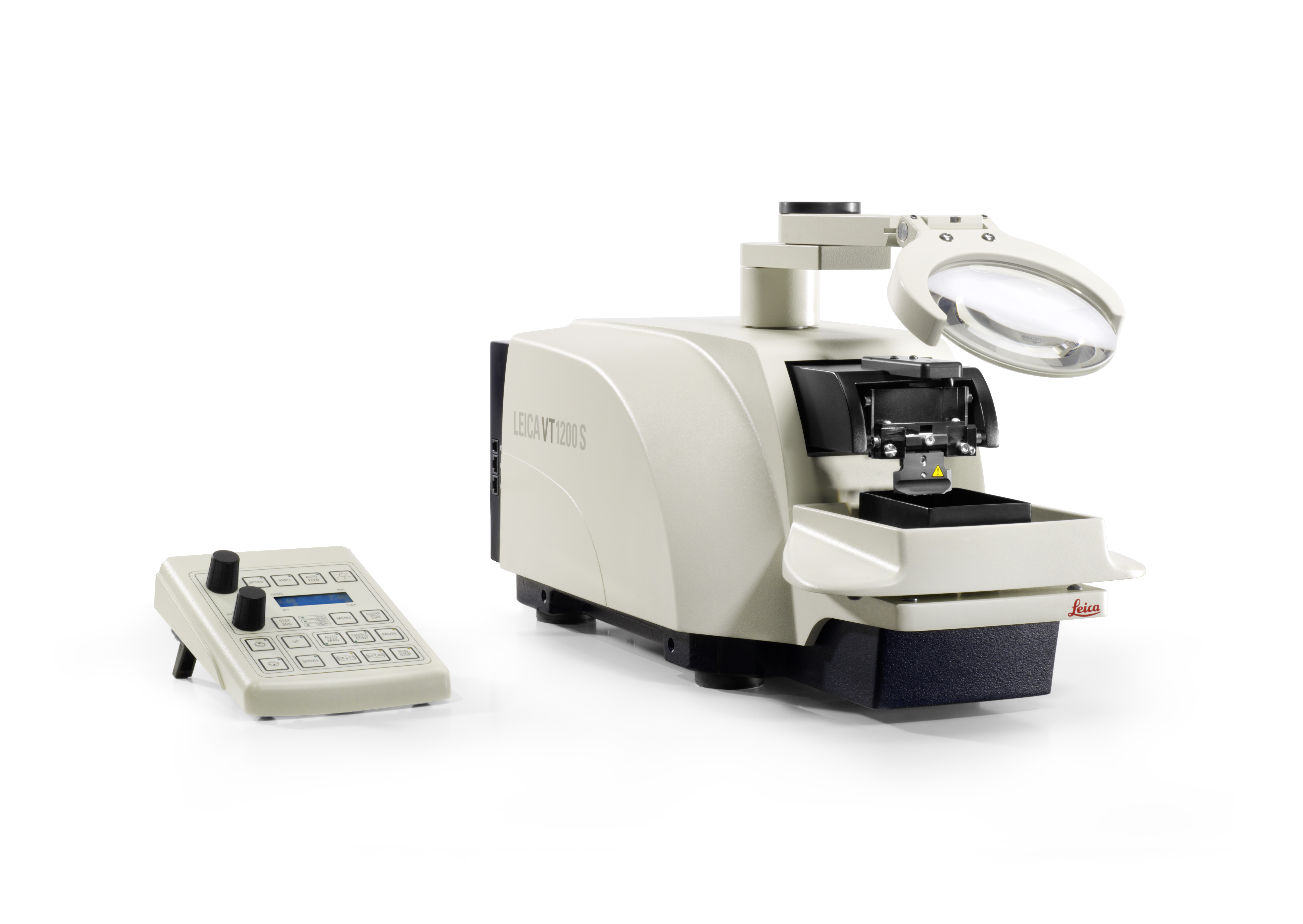
Вибрационный микротом

Первоначально предполагалось, что вибрационный микротом заменит ручной, но он был задуман как микротом, который мог бы производить высококачественные срезы свежего, незафиксированного материала животного или растительного происхождения. Этот инструмент был разработан для разрезания тканей, которые не были зафиксированы, обработаны или заморожены, и находит наибольшее применение в ферментативной гистохимии и ультраструктурной гистохимии. Название инструмента произошло от высокоскоростной вибрации, производимой лезвием безопасной бритвы, которая обеспечивает режущую способность. Амплитуда вибрации регулируется изменением электрического напряжения, подаваемого на нож. Чтобы предотвратить разрушение и разрывы тканей, мягкий материал режется при погружении в жидкость, которая также способствует рассеиванию тепла, выделяемого вибрирующей кромкой лезвия во время резки.

### Ультрамикротом

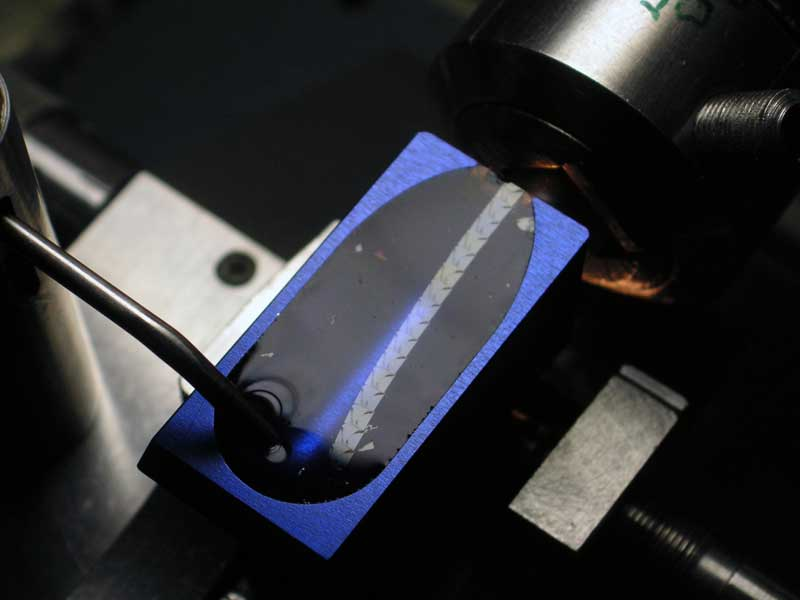
Лента из ультратонких срезов, изготовленная методом ультрамикротомии при комнатной температуре

Ультрамикротом используется для получения ультратонких срезов для световой и электронной микроскопии. Перед микротомированием очень маленькие образцы ткани или промышленного материала обычно заливают в твердую смолу. Сообщалось, что на микротоме этого типа можно делать срезы толщиной до 10 нанометров. Для этого типа микротома были разработаны два вида механизма перемещения. Термический основан на расширении металлической полосы, вызванном нагревом. В то время как в механическом механизмом перемещения  управляет микропроцессор, соединенный с прецизионным шаговым двигателем. Ход резания регулируется двигателем, что обеспечивает равномерное и плавное движение для получения срезов одинаковой толщины и постоянную воспроизводимость результатов. Ножи обычно изготавливаются из стекла, алмаза или сапфира. Образец подносят к кромке ножа под микроскопическим контролем, и по мере нарезки каждой секции он помещается в водяную баню, прилегающую к кромке ножа.

### Криостат-микротом
Первый микротом-криостат был создан в Дании.

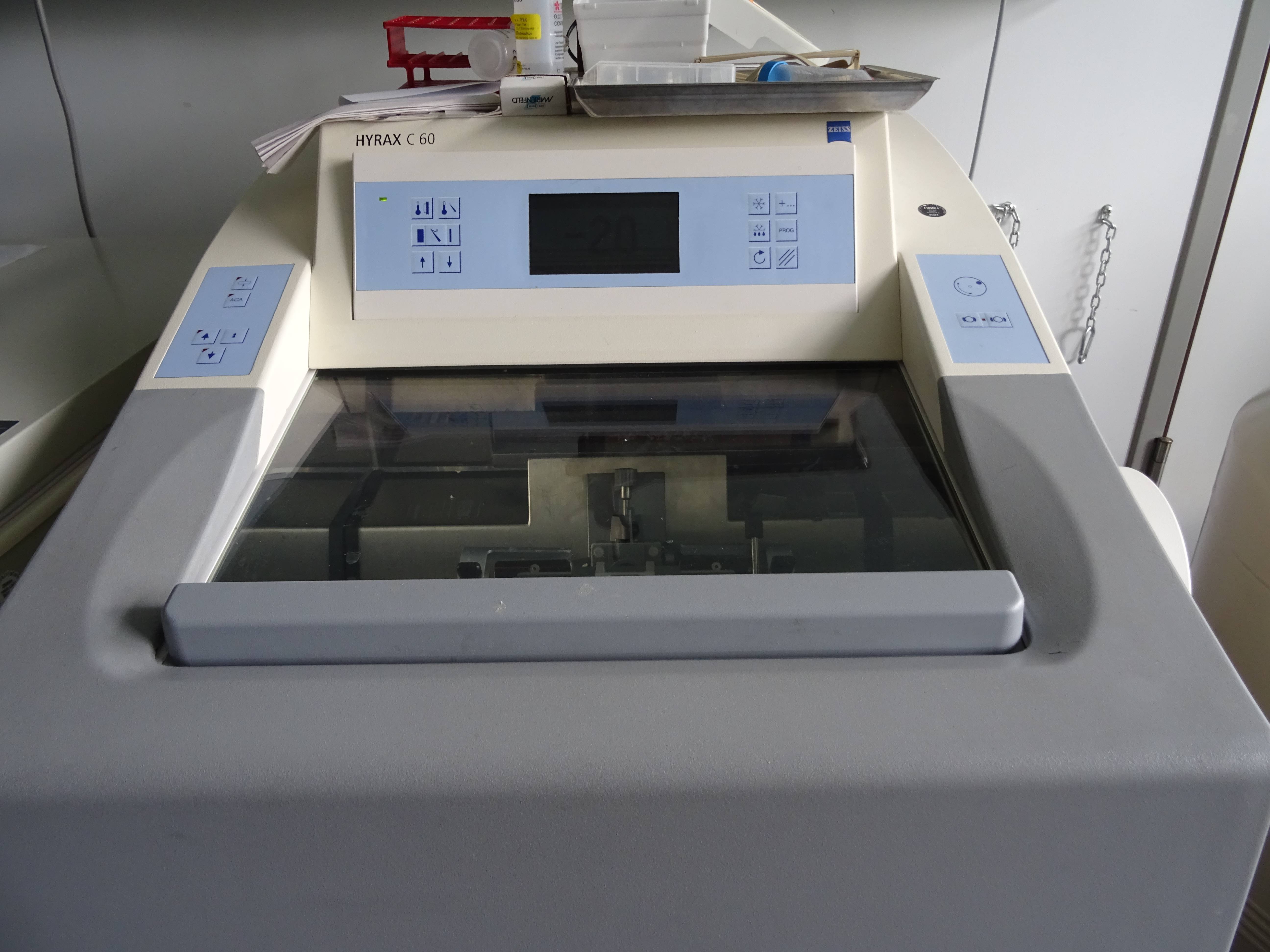
Криостат-микротом

Внедрение методов окрашивания флуоресцентными антителами Кунсом, Кричем и Джонсом в 1941 году привело к необходимости получения тонких срезов (3-5 мкм) свежезамороженной ткани без дефектов, обусловленных кристаллами льда. Чтобы соответствовать этим критериям, ткани должны быть заморожены при очень низкой температуре. Линдерстром-Ланг и Могенсен сконструировали первый криостат в 1938 году и применили его в количественной гистохимии. Для химического анализа и гистологического изучения они использовали парные, последовательно полученные замороженные срезы.
В 1951 году Кунс, Каплан и Ледюк ввели ряд технических усовершенствований в первоначальную модель криостата. Была использована более мощная холодильная установка, в боковые стенки криостата были встроены рукава с перчатками для удобной работы внутри камеры при низких температурах.
Современный криостат-микротом включает в себя микротом любого типа, но предпочтительно защищенного от коррозии, который помещается в камеру глубокой заморозки и эксплуатируется в ней. Камера оснащена окном с двойным стеклом и дверцей, через которую можно подавать материал внутрь и наружу. Камера также оснащена люминесцентной лампой и вентилятором для обеспечения циркуляции холодного воздуха. Температуру можно регулировать в диапазоне от -10°C до -40°C. Любой криостат может быть использован в качестве альтернативы замораживающему микротому для быстрого изготовления срезов. Некоторые микротомы были разработаны специально для этой цели, поскольку в них установлены столики с фреоновой системой быстрой заморозки. На столике располагаются четыре держателя для образцов, которые после замораживания ткани переносятся на микротом. Поскольку срезы плотно прилегают к теплым предметным стеклам, окрашивание и монтаж могут быть выполнены быстрее. Микротом может быть настроен таким образом, чтобы вырезать срезы из 2-16 мкм.

### Лазерный микротом
Лазерный микротом используется для точного бесконтактного микротомирования и был разработан для высокоточного среза образцов. Он оснащен новейшей фемтосекундной лазерной технологией. Это позволяет бесконтактно разрезать биологические ткани и различные материалы, не вызывая термических повреждений. В зависимости от обрабатываемого материала возможна толщина срезов от 5 до 100 мкм. Дополнительные преимущества лазерного микротома - бесконтактная обработка, субмикронная точность, разрезание ткани в ее исходном состоянии, отсутствие термических повреждений, меньшее количество артефактов и меньшие затраты времени на подготовку ткани.

### Компьютерный микротом
Это автоматический микротом с электронным механизмом. Он оснащен усовершенствованным быстродействующим термостатическим переключателем, полупроводниковой системой замораживания, криоскальпелем и криопластиной. Компьютеризированный микротом может выполнять как быструю заморозку, так и с использованием парафиновых блоков (двойного назначения). Этот микротом обеспечивает толщину среза в пределах 1-25 мкм с градуировкой регулировки наименьшего сечения в 1 мкм и максимальным сечением среза 32х32 мм. Температура криоскальпеля и криопластины колеблется в пределах 0ºC ~-18ºC и -10ºC ~ -40ºC соответственно.